# 石塚城 (日向国)
石塚城（いしづかじょう）は、宮崎県宮崎市にあったとされる日本の城（山城）。築城は1394年 - 1428年。石塚殿と呼ばれていた伊東祐武が築城し居城とした。伊東四十八城の一つ。

## 歴史
伊東祐武が築城し居城とした。伊東祐堯が宮崎平野に進出した際には開城をしている。1541年の長倉能登守の乱の際には石塚城は長倉能登守側につき敗れている。石塚城はこの後も伊東氏の領地として安定しており、「日向記」（巻7「文国中城主揃事」）では城主名、 平賀刑部少輔として伊東四十八城に数えられている。